# Burg Heimburg

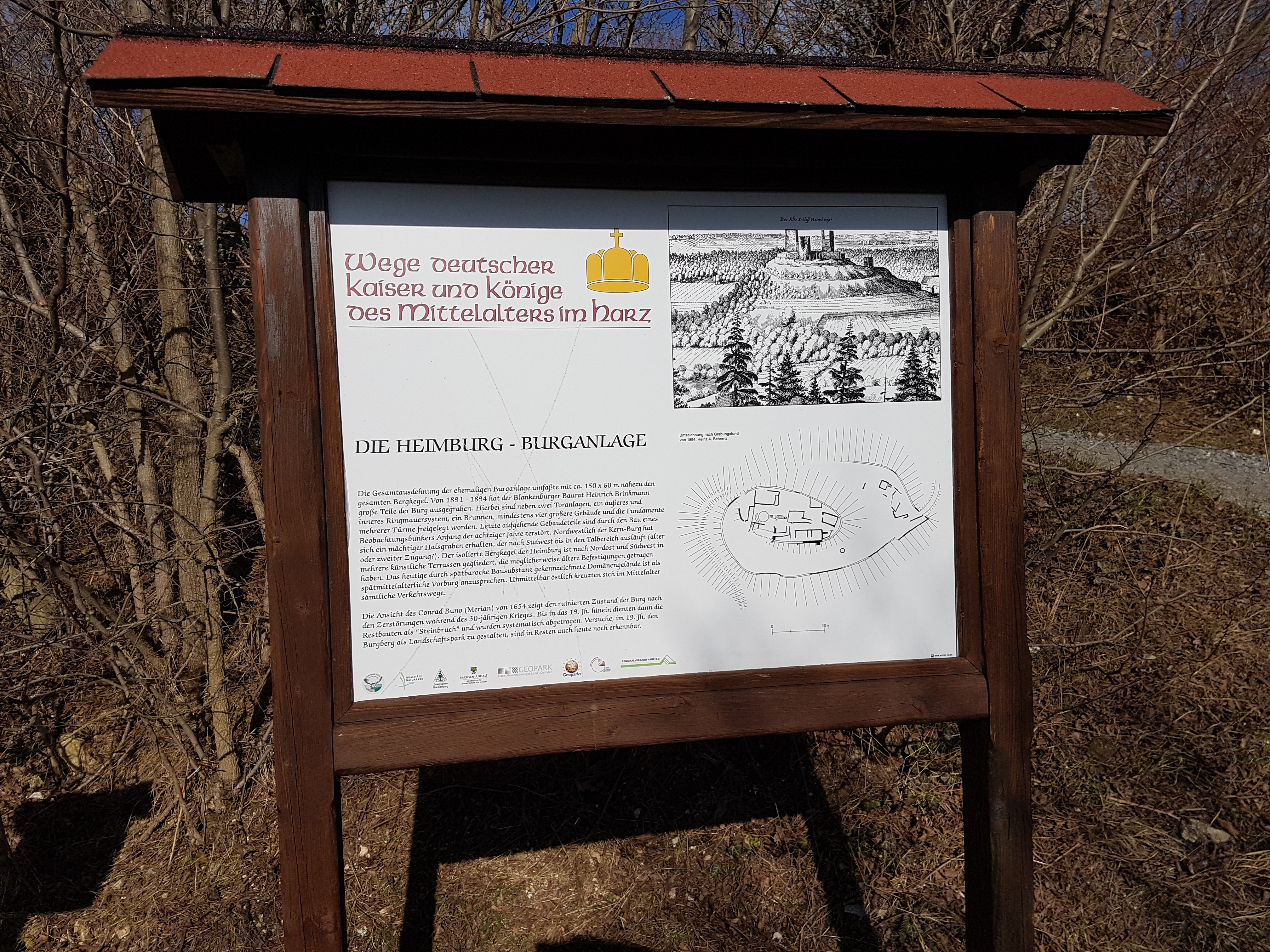
Infotafel Heimburg

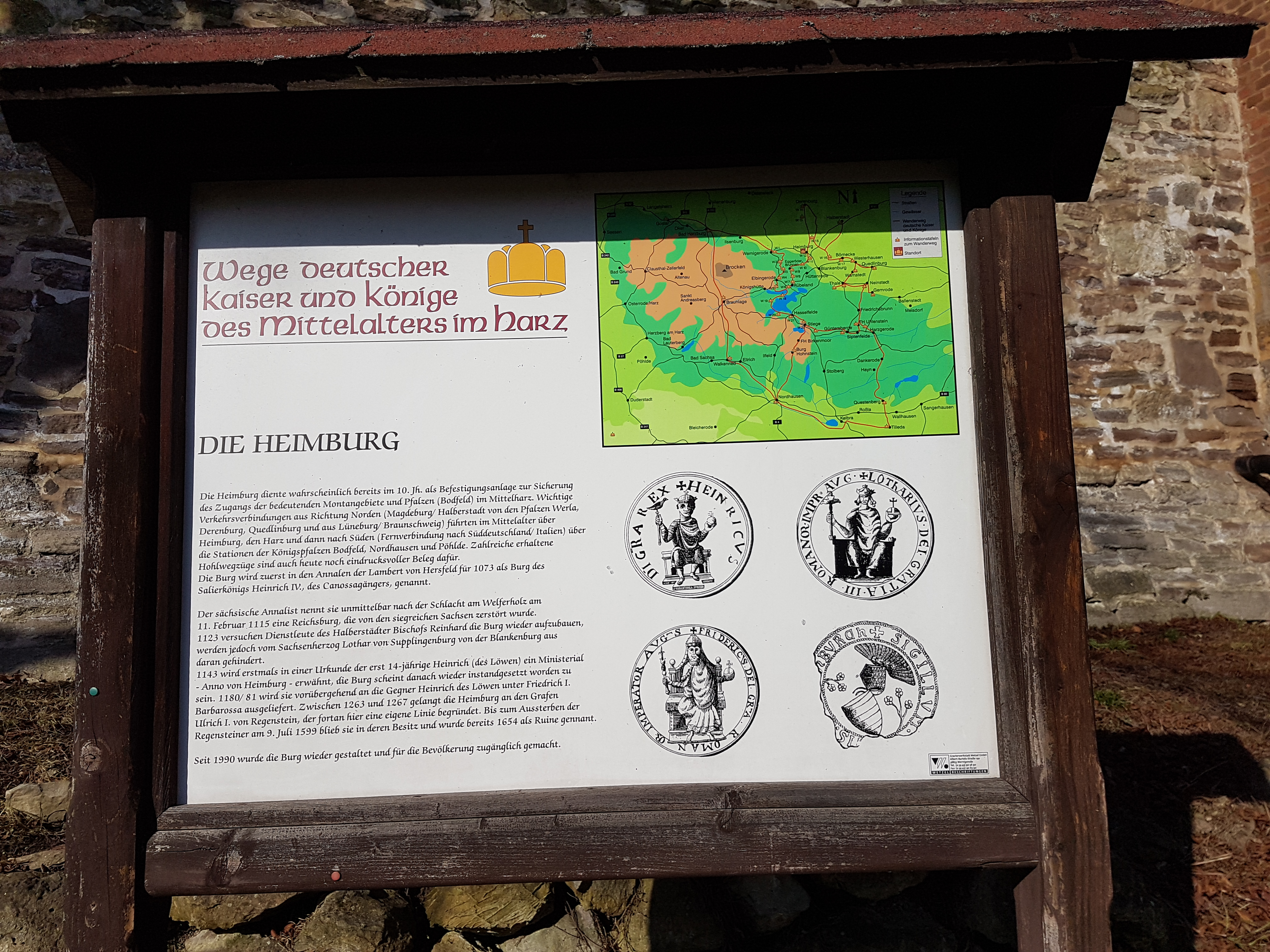
Infotafel Heimburg 2

Die Burg Heimburg, auch Altenburg oder Alteburg genannt, ist die Ruine einer Höhenburg bei Heimburg im Landkreis Harz in Sachsen-Anhalt.

## Geographische Lage
Die Burgruine befindet sich im nördlichen Harzvorland im Naturpark Harz/Sachsen-Anhalt auf der 280,9 m ü. NHN hohen, ovalen und leicht bewaldeten Erhebung Altenburg oberhalb von Heimburg, einem nordwestlichen Ortsteil der Stadt Blankenburg. Die Erhebung ist als Nr. 84 in das System der Stempelstellen der Harzer Wandernadel einbezogen.

## Geschichte
Die Burg wurde vermutlich um 1070 von König Heinrich IV. als Widerstand gegen die sächsischen Fürsten erbaut, doch laut dem Geschichtsschreiber Lampert von Hersfeld bereits 1073/1074 im Sachsenkrieg durch den sächsischen Pfalzgrafen Friedrich II. von Goseck zerstört. Nach dem Wiederaufbau und dem Verlust einer mehrere Generationen dauernden Fehde zwischen Heimburg und Regenstein übernahmen die Grafen von Regenstein die Burg. Eine Linie dieser Grafen nannte sich danach von Regenstein-Heimburg. Im 16. Jahrhundert wurde die Burg mehrfach verpfändet und nach Zerstörungen im Dreißigjährigen Krieg (1618–1648) kam es zu keinen Erneuerungen mehr, sodass die Burg vollständig verfiel und als Steinbruch für Baumaterial genutzt wurde. Nach dem Erlöschen des Geschlechts der Regensteiner 1599 fiel das Lehen an deren Lehnsherr, den Herzog von Braunschweig, zurück. 1891 bis 1894 fanden Ausgrabungen statt.

## Anlage
Die ovale Burganlage zeigt heute noch Reste einer bis zu 10 m hohen Ringmauer, Reste einiger Mauerzüge, Gräben und Wälle und des runden Bergfrieds. Die Kernburg hatte eine Grundfläche von etwa 35 mal 60 m.